# 西太子堂站
西太子堂站（日语：／ Nishi-taishidō eki */?）位於日本東京都世田谷區太子堂四丁目，是東急電鐵世田谷線的停留場。車站編號是SG02。

## 歷史
- 1925年（大正14年）1月18日 - 西山站開業。
- 1939年（昭和14年）10月16日 - 改稱西太子堂站。

## 車站構造
對向側式月台2面2線的地面車站。包括此站在內，世田谷線內的所有中途站都是這種構造。月台設置了接近表示機。

### 月台配置
| 月台 | 路線     | 方向 | 目的地             |
| ---- | -------- | ---- | ------------------ |
| 南側 | 世田谷線 | 下行 | 上町、下高井戶方向 |
| 北側 | 世田谷線 | 上行 | 三軒茶屋方向       |

（來源：東急電鐵:車站構內圖 （页面存档备份，存于））

## 利用狀況
官方未公布本站的乘車人數。世田谷線全線的乘車人數請參照東急世田谷線#使用情況。

## 車站周邊
北側鄰近太子堂五丁目、世田谷區立太子堂小學校，南側鄰近若林一丁目。
三軒茶屋站因周邊進行再開發而往本站方向移動，使得兩站間的距離僅有300公尺。

## 巴士路線
車站南側的太子堂四丁目交差點附近有西太子堂巴士站，東急巴士運行以下路線。
- <澀05> 澀谷站 → 西太子堂 → 弦卷營業所（日语：東急バス弦巻営業所）

※ 僅往弦卷營業所方向有設站。

## 相鄰車站
東急電鐵
 世田谷線
三軒茶屋（SG01）－西太子堂（SG02）－若林（SG03）

## 外部連結
- 西太子堂（各站資訊） - 東急電鐵